# Stone-cum-Ebony
Stone-cum-Ebony är en civil parish i grevskapet Kent i sydöstra England. Den ligger i distriktet Ashford och utgörs av orten Stone in Oxney samt byn Ebony. Civil parishen hade 438 invånare vid folkräkningen år 2021.